# Luculia grandifolia
Luculia grandifolia là một loài thực vật có hoa trong họ Thiến thảo. Loài này được Ghose mô tả khoa học đầu tiên năm 1952.